# 오쓰치촌
오쓰치촌(일본어: 大土村)은 일본 오사카부 히네군·센난군에 설치되었던 촌이다. 현재의 이즈미사노시 남동부에 해당한다.